# تشارلز دي. كوفين
تشارلز دي. كوفين هو قاضي ومحامي وسياسي أمريكي، ولد في 9 سبتمبر 1805 في نيوبوريبورت في الولايات المتحدة، وتوفي في 28 فبراير 1880 في سينسيناتي في الولايات المتحدة. نشط حزبياً في حزب اليمين. وقد انتخب عضو مجلس النواب الأمريكي ‏.